# Farní sbor Českobratrské církve evangelické v Hošťálkové

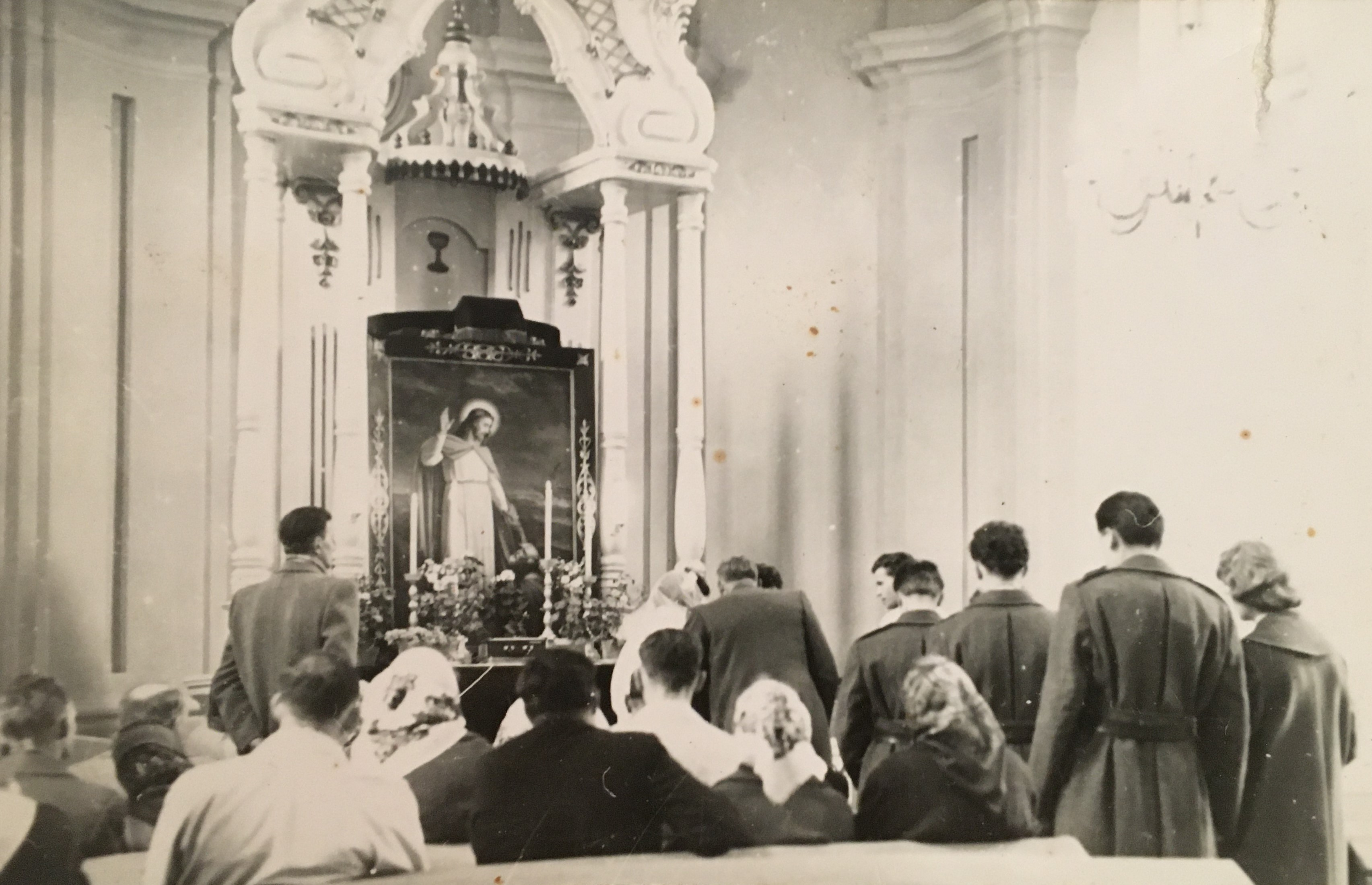
Interiér kostela v roce 1957

Farní sbor Českobratrské církve evangelické v Hošťálkové je sborem Českobratrské církve evangelické v Hošťálkové. Sbor spadá pod Východomoravský seniorát. Sbor má kazatelskou stanici v Rajnochovicích.
Sbor byl založen roku 1782 jako luterský.
Farářem sboru je Štěpán Marosz, kurátorkou sboru Jana Flachsová.
Na faře sboru ČCE Hošťálková se pravidelně schází:
- nedělní škola, neděle, 10:00
- dorost, pátek, 17:00
- mládež, pátek, 19:00

## Představitelé sboru

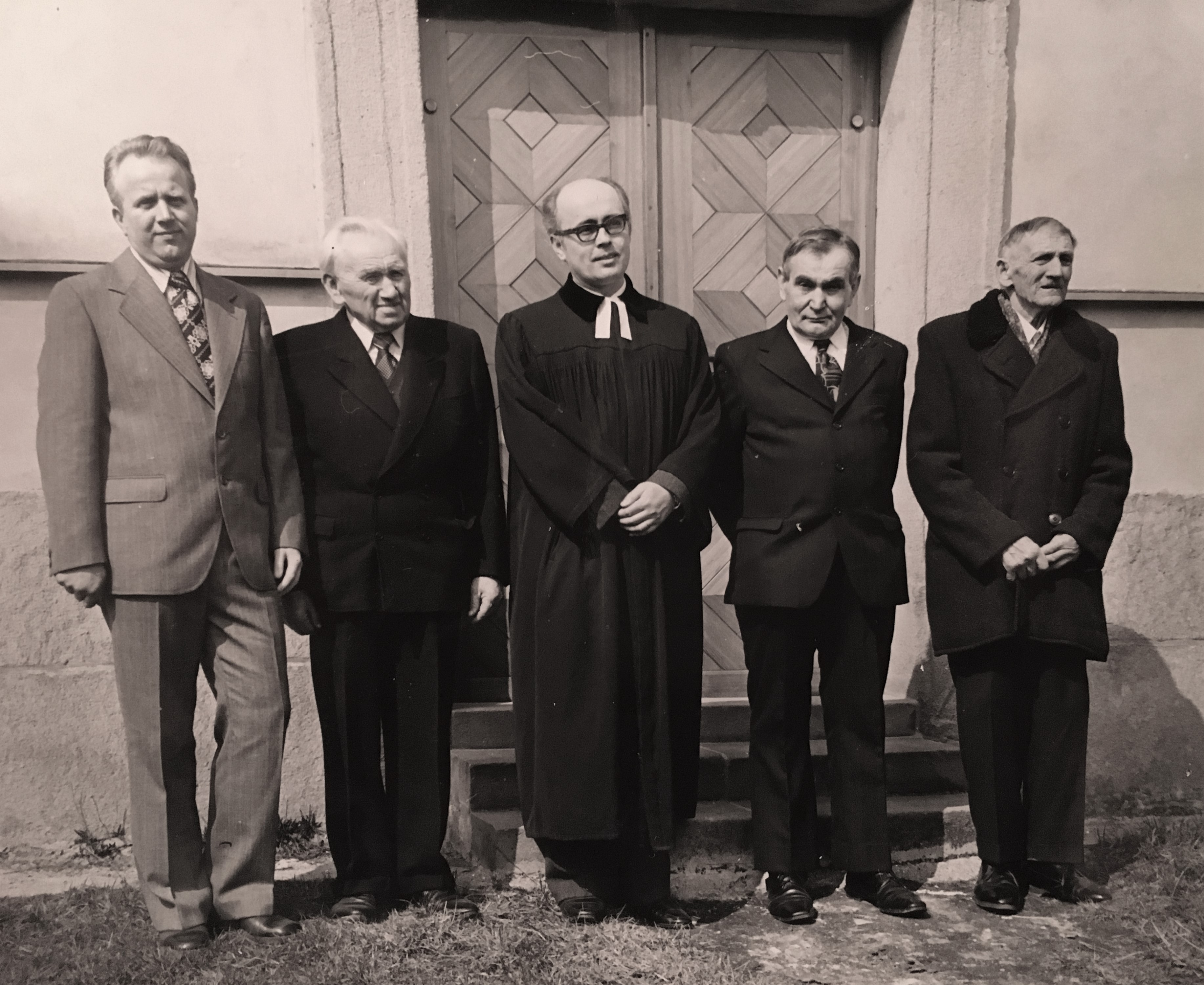
Setkání kurátorů v roce 1978; uprostřed farář Pavel Smetana, zleva kurátoři Miroslav Šabršula, Jan Zemánek, Štěpán Rafaj a Jan Pařenica

### Faráři
- Ondřej Orgoň (1781–1789)
- František Čížek (1789–1810)
- Jan Obernauer (1810–1824)
- Tomáš Kalenda (1825–1866)
- Jan Jiří z Krajců (Jan Kaicz) (1866–1889)
- Jan Kadlečík (1889–1910)
- Jaromír Kryštůfek (1910–1912)
- Jan Geryk (1912–1920)
- Jan Bázlik (1920–1921)
- Gustav Winkler (1921–1927)
- Jan Oliva (1927–1930)
- Karel Kyjánek (1930–1945)
- Jan Oliva (1945–1949)
- Pavel Nagy (1949–1963)
- Pavel Smetana (1964–1979)
- Karel Pala (diakon 1979–1982)
- Tomáš Holeček (1982–1995)
- Helena Hamariová (vikářka 1996–1996)
- Daniel Tomeš (1996–2006)
- Pavel Šebesta (administrátor 2006–2008)
- Petr Maláč (2008–2022)
- Štěpán Marosz (od r. 2022)

### Kurátoři
- Jan Pala (1922–1930)
- Štěpán Novosad (1930–1933)
- Jan Pařenica (1933–1957)
- Jan Zemánek (1957–1963)
- Štěpán Rafaj (1963–1969)
- Miroslav Šabršula (1969–1997)
- Milan Michalík (1997–2015)
- Jana Flachsová (od 2015)